# 恋はそっと咲く花のように
『恋はそっと咲く花のように』（こいはそっとさくはなのように）は、ensembleより2018年6月29日に発売された18禁美少女アドベンチャーゲーム。料理の得意な主人公がヒロイン達と織りなす物語である。2019年3月29日に続編『恋はそっと咲く花のように 〜二人は永遠に寄り添っていく〜』が発売された。
本作は、マウスクリックなどでテキストを読み進めていくオーソドックスな恋愛アドベンチャーゲームである。攻略ヒロインは5人だが、期間限定購入特典のパッチを適用することで6人になる。

## あらすじ
料理が得意な主人公は実家の洋食店で調理する日々を送るが、ある日、転入してきた伊織と出会い、出会いや出来事が起き始める。

## 登場人物
皇木 怜（すめらぎ れい）
声 - なし
本作の主人公。実家が営んでいる洋食店『トラットリア フェリーチェ』の調理を担当するほど料理が得意。
琴石 伊織（こといし いおり）
声 - くすはらゆい
紫翠舘学園に転入してきた明るい性格の女の子で家事全般は苦手。
早見 美里（はやみ みさと）
声 - 礼賀椎衣
近所の幼馴染みで実家はフランス料理店『ビストロ ソレイユ』を経営してはいるものの、料理は少し苦手。
宮音 沙希（みやね さき）
声 - 秋野花
若手女優として活躍中。
来未 さなえ（くるみ さなえ）
声 - 歩サラ
気配り上手で家事が得意でクラス委員長。
西園寺 蓉子（さいおんじ ようこ）
声 - 北見六花
名家の出身で運動神経が良く好奇心旺盛でトラブルメーカー気質。聖蘭女学園の3年生。
藤堂 なずな（とうどう なずな）
声 - 藤咲ウサ
京都から来た家事が得意な怜の従妹。聖蘭女学園に通う。
珠江叔母様（たまえ）
声 - 海原エレナ
蓉子の叔母。
皇木 由乃（すめらぎ よしの）
声 - 有栖川みや美
怜の母親。『トラットリア フェリーチェ』の店主。夫を亡くして以降、怜を女手一つで育ててきた。聖蘭女学園のOG。旧姓は藤堂。

## 制作

### 演技・キャスティング
沙希役の 秋野花は、Getchu.comに寄せたコラムの中で、自身のポテンシャルを超えたところにいる沙希を演じるにあたり、彼女の実力と実際の自分との落差に頭を抱えたと同時に、試行錯誤する楽しさもあったと振り返っており、最終的には彼女の芯の強さに引っ張ってもらえたとも話している。また、ensembleはブログに寄せたコメントの中で、ヒロインの魅力を最大限に引き出す秋野の演技に助けられたとも話している。

## スタッフ
- キャラクターデザイン - 吟、惠坂、瀬奈茅冬*、辻風太郎
- シナリオ - 無義歩、来夢みんと、ギハラ、若葉祥慶

## 主題歌
オープニングテーマ「Bloom heart」
歌・作詞:Duca / 作曲・編曲:@Jin

## 反響

### 売り上げ
恋はそっと咲く花のように
本作は発売月（2018年6月）の売り上げにおいて、Getchu.comの集計では3位を記録した。発売年（2018年）においては、Getchu.comの集計では26位、アダルトゲーム月刊誌『BugBug』の集計では上位10位の圏外であった。
二人は永遠に寄り添っていく
ファンディスクの『二人は永遠に寄り添っていく』は、その発売月（2019年3月）の売り上げにおいて、Getchu.comの集計では9位を記録した。発売年（2019年）においては、Getchu.comの集計で上位50位の圏外、『BugBug』の集計では上位10位の圏外であった。

### 人気投票
| 部門名       | Getchu.com | BugBug    | アワード  |
| ------------ | ---------- | --------- | --------- |
| 総合         | 圏外/20位  | 圏外/20位 | 48位/50位 |
| シナリオ     | 圏外/10位  | 圏外/10位 | 部門なし  |
| グラフィック | 圏外/10位  | 部門なし  | 部門なし  |
| 音楽         | 圏外/10位  | 圏外/10位 | 部門なし  |
| システム     | 圏外/10位  | 圏外/10位 | 部門なし  |
| ヴォイス     | 部門なし   | 圏外/10位 | 部門なし  |
| ムービー     | 圏外/10位  | 部門なし  | 部門なし  |
| エッチ       | 圏外/10位  | 圏外/20位 | 部門なし  |
| キャラクター | 0人/20位   | 0人/20位  | 部門なし  |

恋はそっと咲く花のように
本作は発売月（2018年6月）のユーザー人気投票において、Getchu.comの8位を獲得した。発売年（2018年）の人気投票においては、Getchu.comでは全部門で圏外、『BugBug』では全部門で圏外、萌えゲーアワードでは48位であった（表：「2018年の美少女ゲーム人気投票における本作の位置」に一覧を示す。）。
二人は永遠に寄り添っていく
ファンディスクの『二人は永遠に寄り添っていく』は、その発売月（2019年3月）のユーザー人気投票において、Getchu.comの上位10位の圏外であった。発売年（2019年）の人気投票においては、Getchu.comでは全部門で圏外、『BugBug』では全部門で圏外、萌えゲーアワードでは上位40位の圏外であった（一覧表は省略する。）。